# Ledarsida
En ledarsida eller ledare är en del i en tidning där  tidningens och redaktionens åsikter i politiska frågor uttrycks. Vanligen avgör ägarna tidningens allmänna politiska inriktning. En politisk redaktör eller chefredaktör tillsätts därefter i enlighet med detta, och brukar därefter kunna anställa ytterligare skribenter, vilka tillsammans bildar tidningens ledarredaktion.

## Ledarsidor i svensk press
Ledarsidan är i svensk press traditionellt på sidan två, eller en annan sida med framträdande placering i tidningen. En ledare kan vara osignerad, i vilket fall den anses representera hela tidningens hållning, eller signerad (till exempel i krönikeform), i vilket den ofta uppfattas som representativ främst för skribentens åsikter. Svenska ledarsidor har ofta minst en osignerad text varje dag, vilken brukar beskrivas som "huvudledaren". 
Olika tidningar har olika politisk inriktning. I svensk dagspress är liberala tidningar vanligast. Det är vanligt att tidningens politiska inriktning beskrivs som till exempel "liberal" (förkortat "lib"). Många tidningar lägger också till ordet "oberoende" (till exempel "oberoende liberal", "ob lib") för att markera att de inte är knutna till ett specifikt politiskt parti.
Direkta kopplingar mellan politiska partier och ledarsidor är numera ovanliga, men gällde tidigare främst Liberalerna, Centerpartiet och Socialdemokraterna, som alla hade starka pressröster i Sverige. Däremot lever engagemanget för vissa partier fortfarande kvar informellt på många ledarsidor, och avtecknar sig i den allmänna politiska riktningen. Det är till exempel vanligt att liberala tidningar i Sverige i praktiken har vissa band till Liberalerna, även om de också förhåller sig självständigt till partiets verksamhet och kritiserar den när de anser det vara befogat.